# Ranissimo
Ranissimo war von 1992 bis 1999 die Sonntagsausgabe der Fußballsendung ran auf Sat.1.
Der Name der Sendung steht im Bezug zur italienischen Sprache, da Anfang der 1990er Jahre einige der bekanntesten deutschen  Nationalspieler und Weltmeister von 1990 in der Serie A unter Vertrag standen (zum Beispiel Andreas Möller, Jürgen Klinsmann, Thomas Häßler) und die dortigen Ligaspiele somit besonders interessant für die deutschen Zuschauer waren. Neben einer Zusammenfassung des Sonntagsspiels der Fußball-Bundesliga war die Berichterstattung über die italienischen Spiele ein zentraler Programmpunkt, was im Laufe der Jahre eingestellt wurde, als kaum noch deutsche Spieler dort aktiv waren.
Die Sendung lief sonntags von 19 Uhr bis 20:15 Uhr und wurde von Reinhold Beckmann, Jörg Wontorra oder Johannes B. Kerner moderiert. Meistens war auch noch ein Bundesligatrainer oder Bundesligaspieler als Studiogast eingeladen.
Mit den Programmumstrukturierungen zur Saison 1999/2000 wurde der Name ranissimo abgeschafft. Der Beginn der Sendung wurde auf 18:45 Uhr vorverlegt und die Sonntagsausgabe hieß genauso wie die Samstagsausgabe schlicht ran.